# Isopedhispa
Isopedhispa is een geslacht van kevers uit de familie bladkevers (Chrysomelidae).
De wetenschappelijke naam van het geslacht werd in 1936 gepubliceerd door Spaeth.

## Soorten
- Isopedhispa cocotis (Maulik, 1933)
- Isopedhispa ferruginea Spaeth, 1936